# Estonské národní muzeum
Estonské národní muzeum (estonsky: Eesti Rahva Muuseum) je sbírková a muzeální instituce v estonském městě Tartu. Založeno bylo roku 1909. Jeho jádrem se stalo dědictví folkloristy Jakoba Hurta. Dodnes se muzeum soustřeďuje na etnografii a lidovou kulturu. Má například kompletní sbírku tradičních estonských národních krojů ze všech regionů. Pro veřejnost bylo otevřeno roku 1922 v zámečku Raadi. Tehdy se do jeho čela postavil finský etnograf Ilmari Manninen, který v té době působil na Tartuské univerzitě. Získal pro muzeum sbírky baltoněmeckých sběratelů Karla Eduarda von Lipharta a jeho syna Ernsta Friedricha von Lipharta. Zámeček Raadi byl však zničen během druhé světové války při tartuské ofenzívě. V okolí poničené budovy si Rudá armáda vybudovala tajnou základnu sovětských bombardérů, když využila zde již předtím existující přistávací plochy. Artefakty muzea byly zčásti uloženy v kostelech a dalších volných prostorách po městě, zčásti uvízly na letecké základně, kterou nebylo možno navštěvovat. V roce 2005 estonské ministerstvo kultury a Unie estonských architektů vyhlásily mezinárodní soutěž na novou budovu muzea. Projekt vyhrál projekt architektů sídlících v Paříži: Dana Dorella, Lina Ghotmeha a Tsuyoshi Taneho. Slavnostní otevření proběhlo na podzim 2016. V nové jednopodlažní budově je umístěno muzeum a také konferenční centrum a kino. Budova vznikla na místě zrušené letecké základny, což architektonický návrh reflektuje: střecha budovy jako by byla pokračováním přistávací dráhy. Nová unikátní budova zvedla prestiž instituce. Svědčí o ní i to, že v srpnu 2021 byl ředitel muzea Alar Karis zvolen estonským parlamentem prezidentem Estonska.